# Camilo Nogueira Román
Camilo Nogueira Román   (Vigo, 22 de novembre de 1936) és un polític i escriptor gallec, diputat al Parlament de Galícia i al Parlament Europeu.

## Biografia
Va estudiar a l'Escola Industrial de Vigo i va passar per les escoles d'Enginyers Industrials de Bilbao i de Madrid. També va cursar la llicenciatura de Ciències Econòmiques en la Universitat de Santiago de Compostel·la. El 1964 va entrar a treballar en la fàbrica viguesa de Citroën com a enginyer i va participar en les grans vagues obreres de 1972, arran les quals fou detingut, torturat i acomiadat. Va formar part de Galícia Socialista, un grup que donaria origen al sindicalisme nacionalista gallec i que acabaria fusionant-se amb la Unión do Povo Galego en 1971.
Va participar en la fundació de l'Asemblea Nacional-Popular Galega, un front impulsat per la UPG com a plataforma de mobilització social i base per al futur establiment d'una candidatura electoral nacionalista, i la coalició electoral Bloc Nacional Popular Gallec (en les llistes del qual es va presentar a les eleccions generals espanyoles de 1977). També va estar implicat en la creació del Partido Obreiro Galego (POG) el 1977, del qual fou un dels líders, i que després es refundà com a Esquerda Galega (1980), un partit nacionalista d'esquerres que va arribar a aconseguir un diputat a les eleccions al Parlament de Galícia de 1981. En aquesta època, Nogueira va participar en la redacció de l'avantprojecte de l'Estatut d'Autonomia de Galícia. Esquerda Galega es va fusionar amb el Partit Socialista Gallec i ambdós acabarien integrant-se en el Bloc Nacionalista Gallec amb el nom de Unidade Galega en 1995. L'entrada de Camilo Nogueira en el Bloc va ser rebuda amb satisfacció entre els militants, al considerar que es produïa per fi la unió del nacionalisme gallec sota unes úniques sigles.
Nogueira va ser diputat en el Parlament gallec en les legislatures 1981-85, 1985-89, 1989-93 i en el període 1997-99 de la legislatura 1997-2001, fins que va ser elegit diputat en el Parlament Europeu (1999-2004) on feia les seves intervencions en gallec reintegrat galaicoportuguès com a membre del Grup dels Verds - Aliança Lliure Europea. Fou una de les raons per les que l'abril de 2005 fou nomenat membre d'honor de l'Associaçom Galega da Língua (AGAL) En l'actualitat, Nogueira és membre de l'Executiva del BNG i responsable de Relacions Internacionals.

## Obres

### Assaig
- A memoria da nación. O reino de Gallaecia, Vigo, Xerais, 2001.
- A Terra cantada, Vigo, Xerais, 2006.
- Europa, o continente pensado, Vigo, Galaxia, 2008.
- Galiza na Unión, Vigo, Galaxia, 2008.
- A rota do sol, Santiago, Laiovento, 2011.
- Para unha crítica do españolismo, Vigo, Xerais, 2012.
- Pensar Galicia. Pensar o mundo, libro-homenaxe fotobiográfico, Fundación Otero Pedrayo, 2016.

### Converses
- Camilo Nogueira e outras voces, Vigo, Xerais, 1991. Con Suso de Toro.

### Obres col·lectives
- O poder industrial en Galicia, Vigo, Xerais, 1980.
- O Tratado da Constitución Europea. Visións desde Galiza, A Coruña, Baía Edicións, 2005.
- Marcos Valcárcel. O valor da xenerosidade, Ourense, Difusora, 2009.
- Á beira de Beiras. Homenaxe nacional, Vigo, Galaxia, 2011.
- A ollada exterior do nacionalismo galego, Santiago, Fundación Galiza Sempre, 2011.

## Premis
- Premi Losada Diéguez no 2009, por Europa, o continente pensado.
- Premio da Crítica Galicia, na sección de Ensaio, no 2009, por Europa, o continente pensado.
- Premi Trasalba 2016.